# Kriegerdenkmal Birkholz
Das Kriegerdenkmal Birkholz ist ein denkmalgeschütztes Kriegerdenkmal im Ortsteil Birkholz der Stadt Tangerhütte in Sachsen-Anhalt. Im örtlichen Denkmalverzeichnis ist das Kriegerdenkmal unter der Erfassungsnummer 094 30604 als Kleindenkmal verzeichnet.

## Allgemeines
Das Kriegerdenkmal in Birkholz befindet sich an der Straße des Friedens auf dem Friedhofsgelände der Kirche des Ortes. Es besteht aus einem Denkmal für die gefallenen Soldaten des Ersten Weltkriegs und einem Denkmal für die gefallenen Soldaten des Zweiten Weltkriegs. Das Denkmal für die gefallenen Soldaten des Ersten Weltkriegs ist eine Granitplatte auf einem Feldsteinhaufen für die Orte Birkholz und Sophienhof. In die Granitplatte ist eine Gedenktafel mit einer Inschrift und den Namen der Gefallenen eingelassen, verziert mit einem Soldatenhelm. Für die Gefallenen des Zweiten Weltkriegs wurde eine Ziegelsteinwand mit einer eingelassenen Gedenktafel für die Orte Birkholz, Sophienhof und Scheeren errichtet. Die Gedenktafel enthält ebenfalls eine Inschrift und die Namen der Gefallenen, getrennt nach den Orten.